# Mechanický stroj
Mechanický stroj je zařízení, které přenáší pohyby a síly, mění jejich rychlost, velikost, směr nebo smysl otáčení. Při těchto změnách ovšem množství přenášené mechanické práce neroste, nýbrž naopak ubývá o ztráty, způsobené třením a podobně. 
Mezi mechanické stroje se řadí především jednoduché stroje, převody a hydraulická a pneumatická zařízení. 